# (32840) 1992 ED9
1992 ED9 (asteroide 32840) é um asteroide da cintura principal. Possui uma excentricidade de 0.04316250 e uma inclinação de 5.46919º.
Este asteroide foi descoberto no dia 2 de março de 1992 por UESAC em La Silla.